# NBL 2004/05
Die NBL 2004/05 war die 27. Austragung der australasischen National Basketball League. Die mit zehn Teams aus Australien und einem Team aus Neuseeland ausgetragene Meisterschaft begann am 29. September 2004 und endete am 19. März 2005. Im Finale konnte sich die Sydney Kings in der Best-of-five-Serie gegen die Wollongong Hawks in drei Spielen durchsetzen und damit ihren dritten Meistertitel erringen.

## Modus
Jedes Team trägt in der regulären Saison 16 Heim- und 16 Auswärtsspiele aus. Die in der Endtabelle auf den ersten zwei Plätzen stehenden Teams qualifizieren sich direkt für das Halbfinale der NBL Finals, die im Play-off-Modus ausgetragen werden. Die auf den Plätzen drei bis acht stehenden Teams spielen die beiden anderen Halbfinalisten unter sich aus. Dabei spielt das fünftplatzierte Team zu Hause gegen den Achten und der Sechste heimwärts gegen den Siebten. Die beiden Sieger spielen anschließend auswärts gegen den dritt- und viertplatzierten der regulären Saison. Die Gewinner qualifizieren sich ebenfalls für das Halbfinale. Im Halbfinale gilt der best of three, während im Finale der Best-of-Five-Modus angewendet wird.

## Tabelle
Abschlusstabelle nach Ende der Hauptrunde
- Für das Play-off Halbfinale qualifiziert
- Für das Play-off Viertelfinale qualifiziert

| Pl.  | Team                   | Spiele | Siege | Niederlagen | Siegquote | Punkte+ | Punkte- | Punktedifferenz | Heimbilanz | Auswärtsbilanz |
| ---- | ---------------------- | ------ | ----- | ----------- | --------- | ------- | ------- | --------------- | ---------- | -------------- |
| 01.  | Sydney Kings           | 32     | 21    | 11          | 65,63 %   | 3234    | 3073    | +161            | 13:3       | 8:8            |
| 02.  | Wollongong Hawks       | 32     | 20    | 12          | 62,50 %   | 3164    | 2994    | +170            | 12:4       | 8:8            |
| 03.  | Townsville Crocodiles  | 32     | 19    | 13          | 59,38 %   | 3512    | 3398    | +114            | 13:3       | 6:10           |
| 04.  | Adelaide 36ers         | 32     | 19    | 13          | 59,38 %   | 3291    | 3185    | +106            | 14:2       | 5:11           |
| 05.  | Brisbane Bullets       | 32     | 17    | 15          | 53,13 %   | 3366    | 3314    | +52             | 11:5       | 6:10           |
| 06.  | Melbourne Tigers       | 32     | 17    | 15          | 53,13 %   | 3226    | 3205    | +21             | 12:4       | 5:11           |
| 07.  | Perth Wildcats         | 32     | 17    | 15          | 53,13 %   | 3211    | 3158    | +53             | 9:7        | 8:8            |
| 08.  | Hunter Pirates         | 32     | 15    | 17          | 46,88 %   | 3269    | 3319    | −50             | 12:4       | 3:13           |
| 09.  | West Sydney Razorbacks | 32     | 11    | 21          | 34,38 %   | 3027    | 3203    | −176            | 9:7        | 2:14           |
| 010. | Cairns Taipans         | 32     | 11    | 21          | 34,38 %   | 3033    | 3213    | −170            | 8:8        | 3:13           |
| 011. | New Zealand Breakers   | 32     | 9     | 23          | 28,13 %   | 3098    | 3369    | −271            | 6:10       | 3:13           |

## Play-offs

### Modus
Die auf den ersten acht Plätzen der Abschlusstabelle der regulären Saison platzierten Mannschaften qualifizieren sich für die Play-offs. Dabei qualifizieren sich die ersten beiden Teams direkt für das Halbfinale. Die auf den Plätzen drei bis acht stehenden Teams spielen die beiden anderen Halbfinalisten unter sich aus. Dabei spielt das fünftplatzierte Team zu Hause gegen den Achten und der Sechste heimwärts gegen den Siebten. Die beiden Sieger spielen anschließend auswärts gegen den dritt- und viertplatzierten der regulären Saison. Die Gewinner qualifizieren sich ebenfalls für das Halbfinale. Im Halbfinale gilt der best of three, während im Finale der Best-of-Five-Modus angewendet wird.

### Spiele
|  | Ausscheidungsspiele | Ausscheidungsspiele | Ausscheidungsspiele |  |  | Viertelfinale | Viertelfinale         | Viertelfinale |
|  |                     |                     |                     |  |  |               |                       |               |
|  |                     |                     |                     |  |  | 4             | Adelaide 36ers        | 110           |
|  | 5                   | Brisbane Bullets    | 113                 |  |  | 5             | Brisbane Bullets      | 125           |
|  | 8                   | Hunter Pirates      | 99                  |  |  |               |                       |               |
|  |                     |                     |                     |  |  | 3             | Townsville Crocodiles | 112           |
|  | 6                   | Melbourne Tigers    | 108                 |  |  | 6             | Melbourne Tigers      | 100           |
|  | 7                   | Perth Wildcats      | 88                  |  |  |               |                       |               |

|  | Halbfinale | Halbfinale            | Halbfinale       | Halbfinale | Halbfinale |              |                  | Finale | Finale | Finale | Finale | Finale | Finale | Finale |
|  |            |                       |                  |            |            |              |                  |        |        |        |        |        |        |        |
|  | 1          | Sydney Kings          | 113              | 111        |            |              |                  |        |        |        |        |        |        |        |
|  | 5          | Brisbane Bullets      | 79               | 105        |            |              |                  |        |        |        |        |        |        |        |
|  | 5          | Brisbane Bullets      | 79               | 105        | 1          | Sydney Kings | 96               | 105    | 112    |        |        |        |        |        |
|  |            |                       |                  |            |            | Sydney Kings | 96               | 105    | 112    |        |        |        |        |        |
|  |            | 2                     | Wollongong Hawks | 73         | 80         | 85           |                  |        |        |        |        |        |        |        |
|  | 2          | 2                     | Wollongong Hawks | 73         | 80         | 85           | Wollongong Hawks | 100    | 109    |        |        |        |        |        |
|  | 2          |                       |                  |            |            |              |                  |        | 109    |        |        |        |        |        |
|  | 3          | Townsville Crocodiles | 84               | 105        |            |              |                  |        |        |        |        |        |        |        |

## Individuelle Auszeichnungen
- Most Valuable Player der regulären Saison (Andrew Gaze Trophy): Brian Wethers (Hunter Pirates)[1]
- Rookie of the Year: Brad Newley (Townsville Crocodiles)
- Best Defensive Player (Damian Martin Trophy): Darnell Mee (Wollongong Hawks)
- Coach of the Year (Lindsay Gaze Trophy): Adrian Hurley (Hunter Pirates)
- NBL Most Improved Player: Peter Crawford (Perth Wildcats)
- NBL Best Sixth Man: Brad Newley (Townsville Crocodiles)
- All-NBL First Team:
  - Darnell Mee[2] (Wollongong Hawks)
  - Jason Smith (Sydney Kings)
  - Brian Wethers (Hunter Pirates)
  - Chris Burgess (Cairns Taipans)
  - Mark Bradtke (Melbourne Tigers)

- Grand Final Series MVP (Larry Sengstock Medal): Jason Smith (Sydney Kings)